# (612574) 2003 QB91
(612574) 2003 QB91 est un objet transneptunien du groupe des plutinos.

## Caractéristiques
(612574) 2003 QB91 mesure environ 253 km de diamètre, mesure obtenue par le télescope Herschel.